# 벨로루스키역
벨로루스키역(러시아어: Белорусский вокзал)은 러시아 모스크바 트베르스카야 자스타바 광장에 위치한 모스크바 철도의 여객 터미널이다.
벨로루스키 역과 셰레메티예보 국제공항을 연결하는 아에로 익스프레스 열차 및 교외 철도는 모스크바 철도에서 운영된다.

## 개요
벨로루스키 철도역은 모스크바의 서남서쪽으로의 장거리 열차 운행과 북동부(사뵬롭스키, 우글리히, 베세곤스크, 페스토보)까지 계속 운행하며, 남쪽으로(툴라, 쿠르스크, 보로네스) 각각 1대의 열차를 운행한다. 이 역은 또한 셰레메티예보 공항으로 가는 아에로 익스프레스 서비스뿐만 아니라 골리치노, 모자이스크(고속 서비스 포함), 오딘초보, 우소보, 즈베니고로드, 쿠빈카까지 지역 통근 열차도 운행한다.
이 역은 알렉세옙스카야 선과 환승이 가능하여 완전한 종착역은 아니다. 또한, 이 역은 사뵬롭스키 역과 쿠르스키 역에 서비스를 통해 제공한다. 2015년 5월 18일까지 교외 열차 운행도 가가린까지, 2012년 말까지 비야즈마로 이어졌다. 현재, 이 노선에서 통근 열차 운행의 가장 장거리에 위치한 역은 모자이스크 역이다. 시간당 약 1500명의 승객이 벨로루스키 역을 이용한다.
벨로루스키 철도역은 철도국장의 모스크바 지방국장에 포함되어 있다. 이 역은 DTSS-3의 모스크바-스몰렌스크 유닛의 일부로서, 철도교통관제국의 모스크바 지국이다.

## 아에로 익스프레스
2007년 9월, OAO "아에로 익스프레스"는 셰레메티예보 국제공항과 철도 연결의 재건을 시작했다. 벨로루스키 역의 재건 비용은 미화 기준 770만 달러로 추산되었고, 모스크바와 공항 사이의 철도 교통의 주요 연결고리 중 하나가 된 새로운 터미널의 건설이 수반되었다. 새로 개장된 벨로루스키 터미널은 철도역 4번 플랫폼에 위치하고 있으며, 세레메티예보에서 출발하는 600평방미터(6,500평방피트)의 면적을 차지하고, 셀프 서비스 키오스크를 이용하여 항공편 체크인이 가능하다. 이 터미널은 2009년 8월 27일에 개통되었다.
승객의 급격한 증가와 관련하여 2010년 12월 1일 시 터미널의 수하물 체크인이 폐지되었다. 편도 여행 비용은 500루블(비즈니스 클래스용 1000루블)이다.

## 교통
자모스크보레츠카야 선의 벨로루스카야 역과 콜체바야 선의 벨로루스카야 역이 인근에 위치한다.

## 목적지

### 장거리
| 열차 번호               | 열차 이름                                              | 목적지       | 운영                           |
| ----------------------- | ------------------------------------------------------ | ------------ | ------------------------------ |
| 001/002                 | 벨라루스 (Беларусь)                                    | 민스크       | 벨라루스 철도                  |
| 003/004                 | 민스크 (벨라루스어: Мінск), (러시아어: Минск)          | 민스크       | 벨라루스 철도                  |
| 009/010                 | 폴로네즈 (폴란드어: Polonez), (러시아어: Полонез)      | 바르샤바     | 폴스키 콜레제 철도 러시아 철도 |
| 013/014                 | 스트리시 (Стриж)                                       | 베를린       | 러시아 철도                    |
| 017/018                 | 리비에라 익스프레스                                    | 니스         | 러시아 철도                    |
| 021/022                 | 블타바 (러시아어: Влтава)                              | 프라하       | 러시아 철도                    |
| 023/024                 |                                                        | 파리         | 러시아 철도                    |
| 025/026                 | 스비슬라치 (벨라루스어: Свіслач), (러시아어: Свислочь) | 민스크       | 벨라루스 철도                  |
| 027/028                 | 버그 (벨라루스어: Буг), (러시아어: Буг)                | 브레스트     | 벨라루스 철도                  |
| 029/030                 | 얀타르 (Янтарь)                                        | 칼리닌그라드 | 러시아 철도 리투아니아 철도    |
| 033/034                 | 스몰렌스크 (Смоленск)                                  | 스몰렌스크   | 러시아 철도                    |
| 039/040                 | 디즈비나 (벨라루스어: Дзвіна), (러시아어: Двина)       | 폴라츠크     | 벨라루스 철도                  |
| 055/056                 | 소즈 (Сож)                                             | 호멜         | 벨라루스 철도                  |
| 077/078                 | 뇨만 (벨라루스어: Нёман), (러시아어: Неман)            | 흐로드나     | 벨라루스 철도                  |
| 601/602                 | 리빈스크 (Рыбинск)                                     | 리빈스크     | 러시아 철도                    |
| 731/732 733/734 735/736 | 라스토치카 (Ласточка)                                  | 스몰렌스크   | 러시아 철도                    |

### 타지역
| 국가       | 목적지                                                   |
| ---------- | -------------------------------------------------------- |
| 오스트리아 | 빈, 인스브루크                                           |
| 벨라루스   | 마힐료우                                                 |
| 체코       | 헤프, 프라하                                             |
| 독일       | 베를린, 만하임, 프랑크푸르트, 하노버                     |
| 러시아     | 노보시비르스크, 보르쿠타, 아나파, 스타브로폴, 체레포베츠 |

### 교외 지역
교외 통근 열차(옐렉트로치카)는 벨로루스키 역과 골리치노, 모자이스크, 오딘초보, 우소보, 즈베니고로드, 쿠빈카의 지역들을 연결한다.
일부 교외 통근 열차도 사룝롭스키 방향 목적지(돌고프루드니, 로브냐, 네크라솝스키, 드미트로프, 두브나)까지 사룝롭스키 철도역을 거쳐 쿠르스키 방향 목적지(쉐르스크바, 포돌스크, 세르푸호프)까지 이어진다.

## 문화 참고 자료
- 영화 "벨로루스키 역"은 안드레이 스미르노프가 1970년에 만들었다.

## 사진

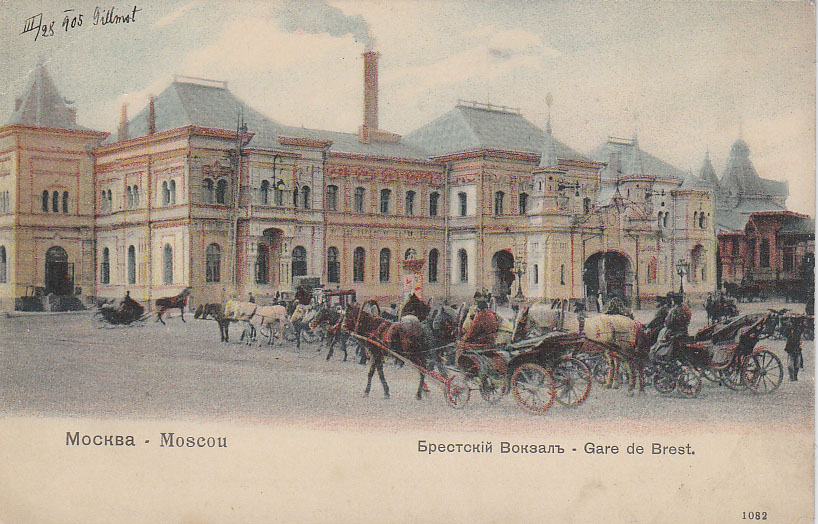
1900년대의 벨로루스키 역
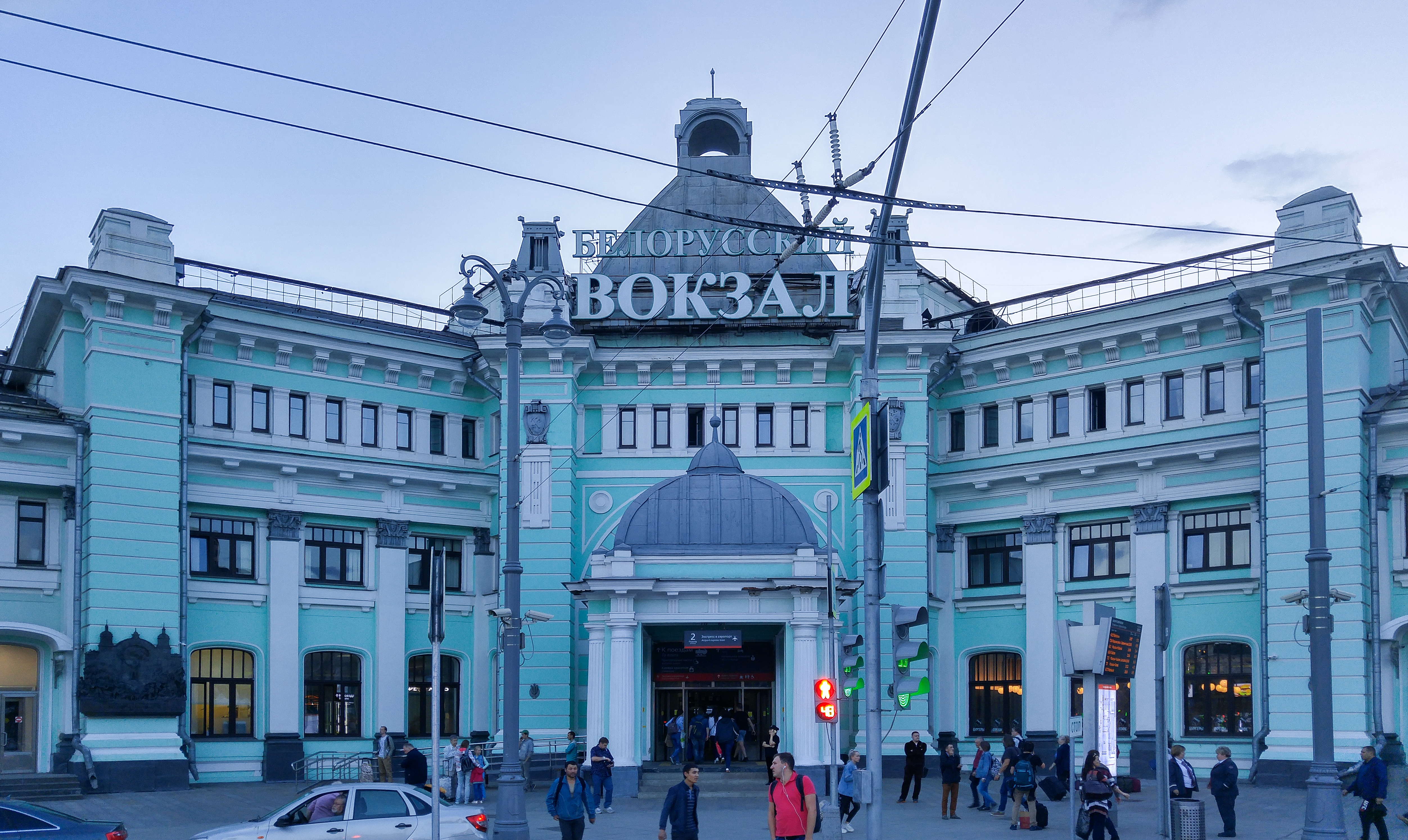
역사 전경
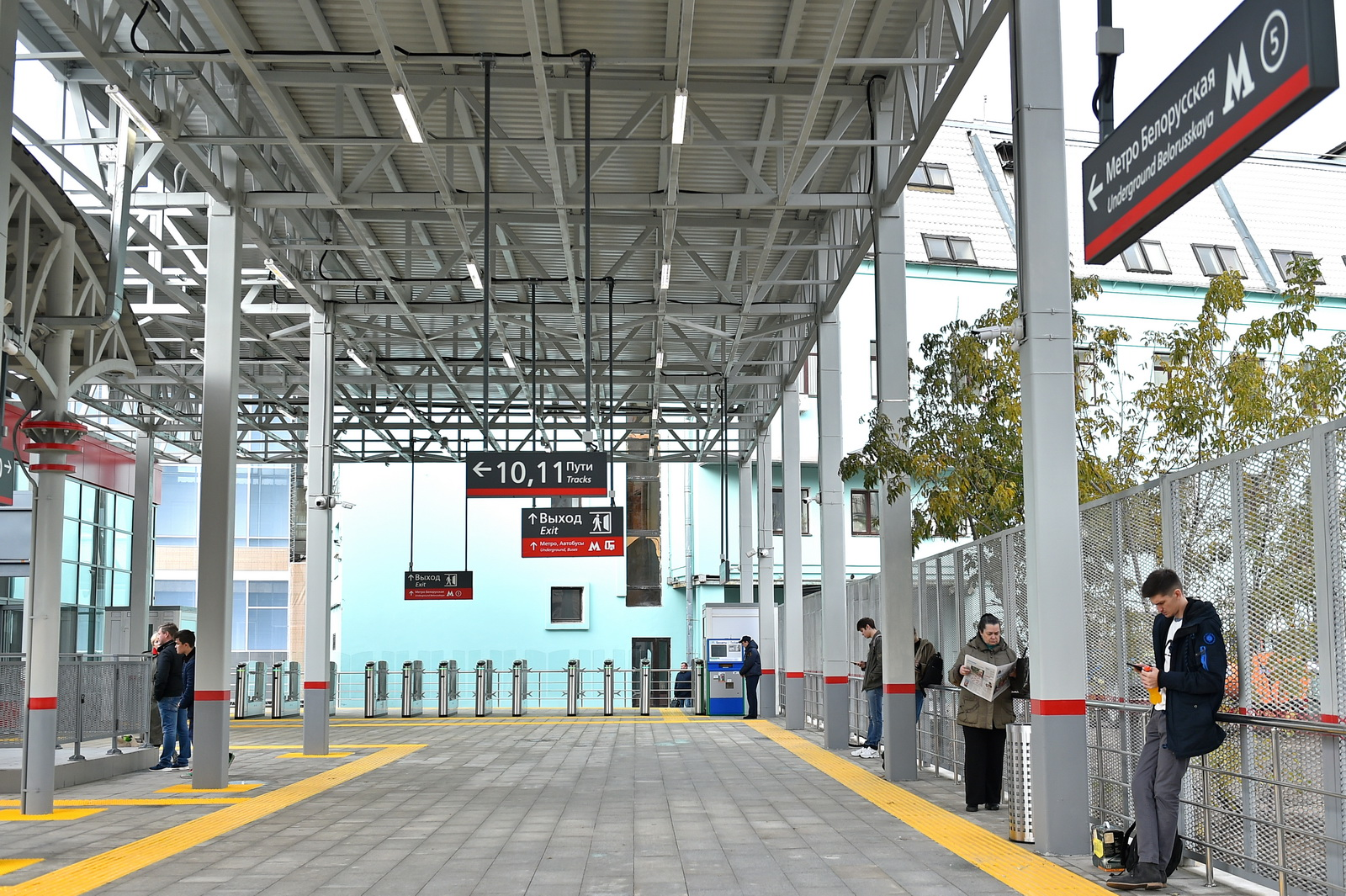
7번 출구
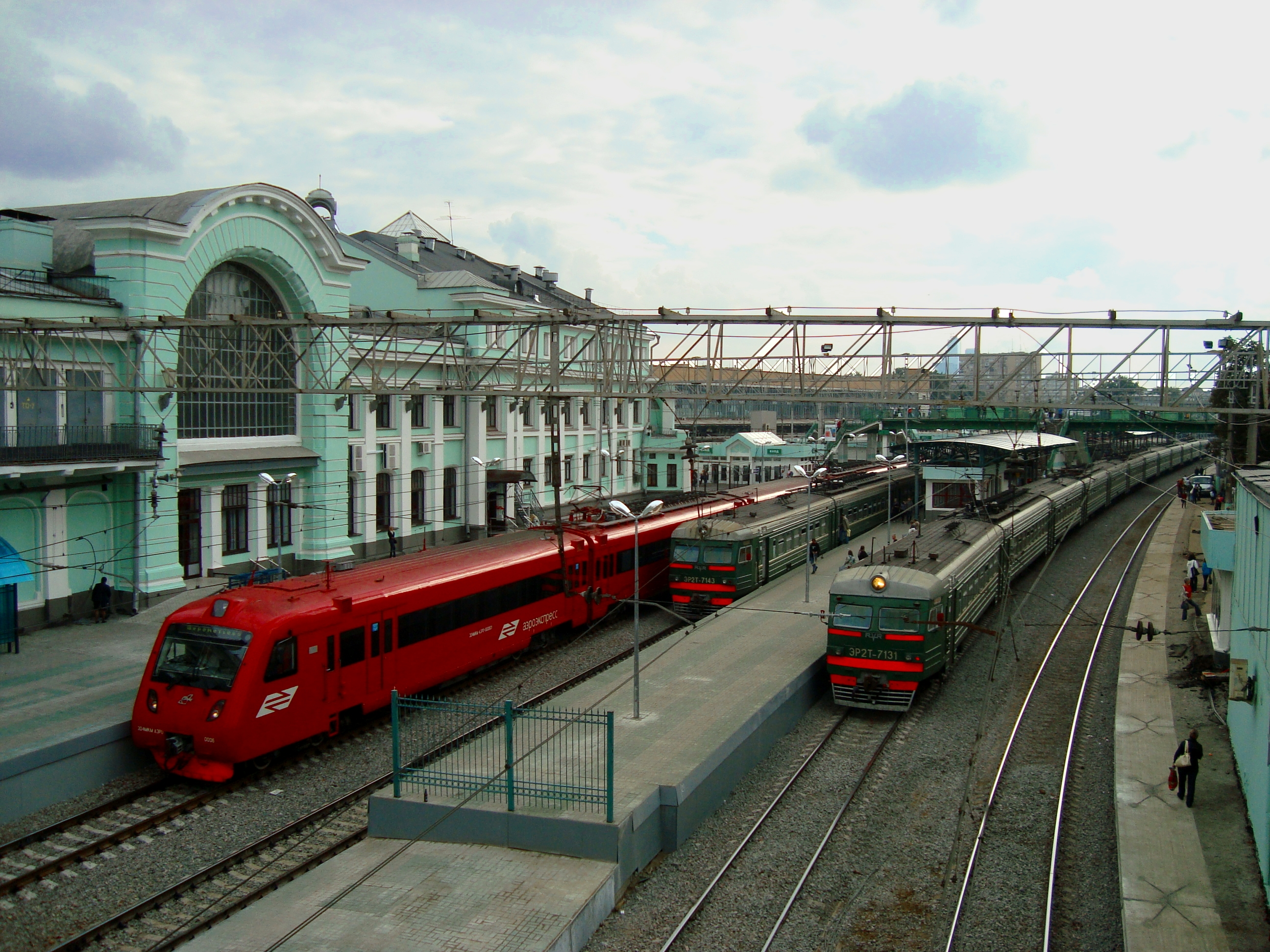
구름다리 위에서 본 플랫폼
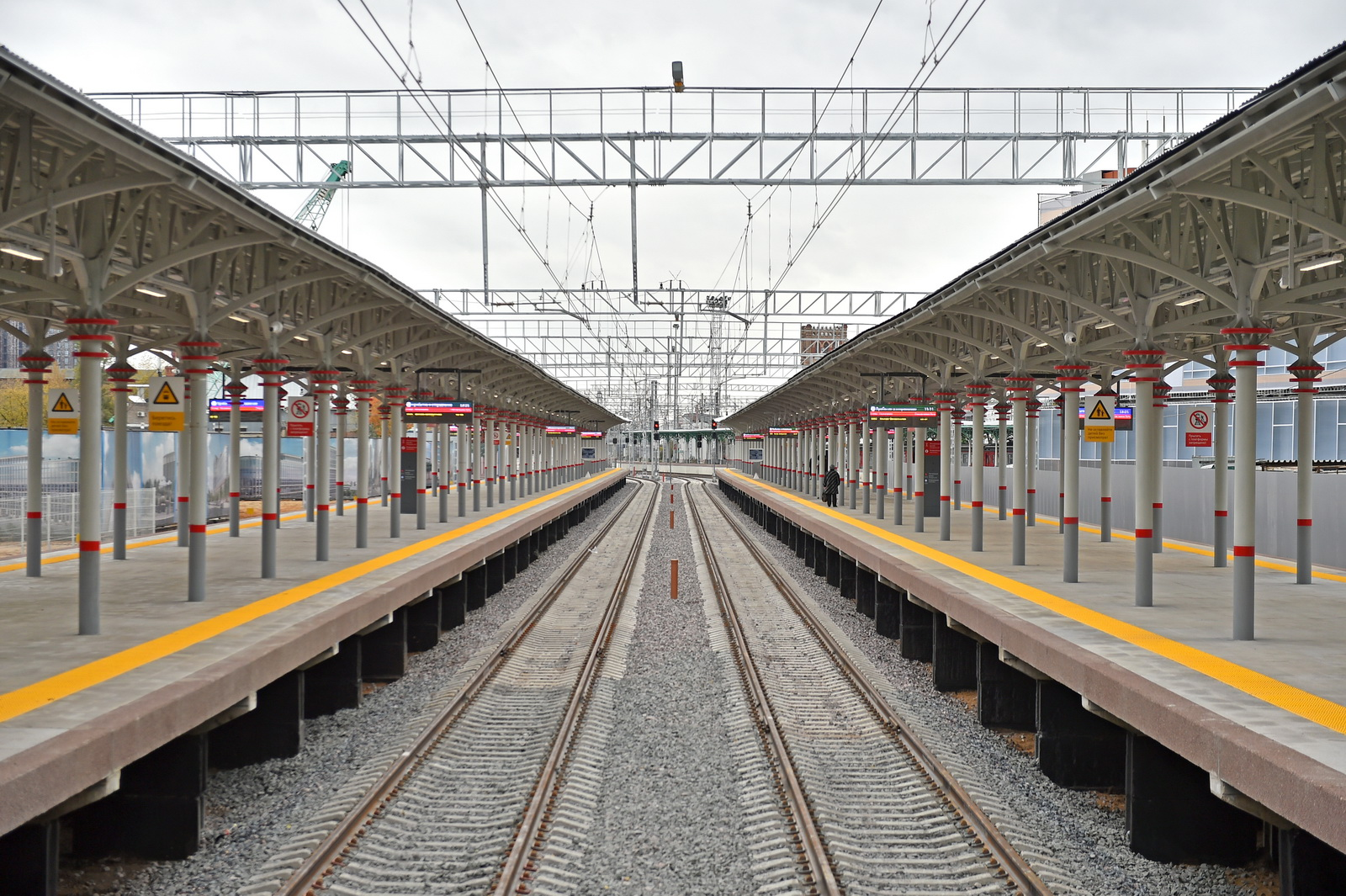
7,8번 플랫폼 전경
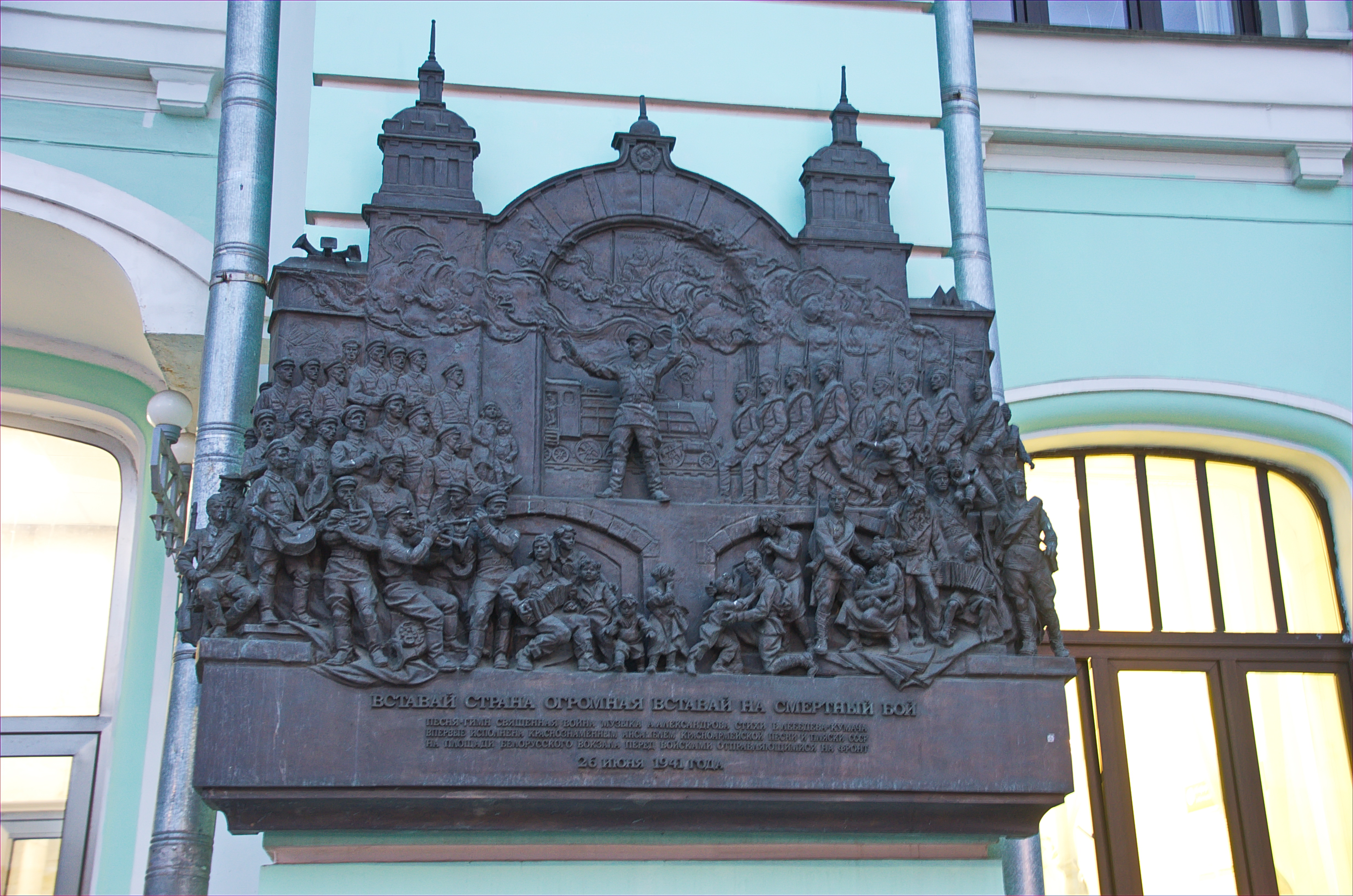
역전에 세워진 기념비
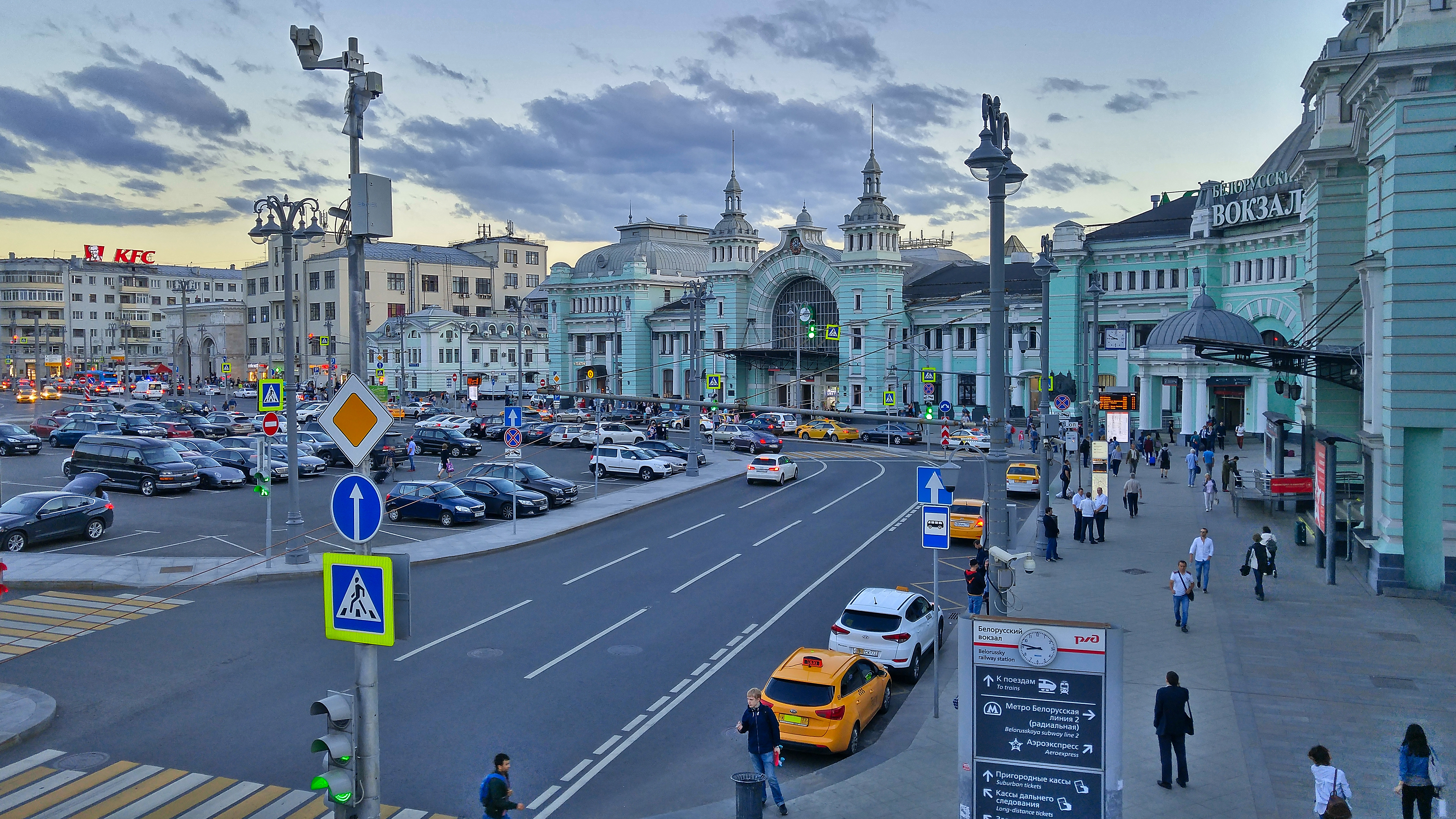
역이 위치한 트베르스카야 자스타바 광장